# Miroslav Mikolaj
Miroslav Mikolaj (* 1. září 1962) je bývalý slovenský fotbalista, útočník.

## Fotbalová kariéra
V československé lize hrál za ZVL Žilina. Nastoupil ve 30 ligových utkáních a dal 4 góly. Ve druhé nejvyšší soutěži hrál i za Slavoj Poľnohospodár Trebišov, nastoupil v 68 utkáních a dal 9 gólů.

## Ligová bilance
| Ročník                                      | Zápasy | Góly | Klub                          |
| ------------------------------------------- | ------ | ---- | ----------------------------- |
| 1. slovenská národní fotbalová liga 1985/86 | 29     | 8    | Slavoj Poľnohospodár Trebišov |
| 1. slovenská národní fotbalová liga 1986/87 | 14     | 0    | Slavoj Poľnohospodár Trebišov |
| 1. československá fotbalová liga 1986/87    | 10     | 4    | ZVL Žilina                    |
| 1. československá fotbalová liga 1987/88    | 20     | 0    | ZVL Žilina                    |
| 1. slovenská národní fotbalová liga 1988/89 | 25     | 1    | ZVL Žilina                    |
| CELKEM                                      | 20     | 2    |                               |